# Wasp-klasse
De Wasp-klasse amfibische aanvalsschepen van de United States Navy zijn ontworpen voor het landen van troepen op vijandige bodem en zijn de grootste schepen van dit type in dienst overal ter wereld. Ze zijn vernoemd naar vliegdekschepen, veldslagen van het US Marine Corps zoals de USS Iwo Jima en voorgaande amfibische aanvalsschepen. De Wasp-klasse heeft een luchtgroep van helikopters die worden gebruikt voor het transport van Mariniers en uitrusting van het schip naar land. Deze helikopters worden aangevuld door een squadron van acht AV-8B Harrier VSTOL aanvalsvliegtuigen. Daarnaast hebben ze ook een dek vanwaar kleinere landingsvaartuigen kunnen worden gelanceerd. Het ontwerp van de Wasp-klasse is afgeleid van de voorgaande Tarawa-klasse. De Wasps zijn 8 meter langer voor het beter herbergen van de LCAC landingsvaartuigen. Elk schip heeft 600 hospitaalbedden en 3 operatiekamers.
De Wasp-klasse is gebouwd door Ingalls Shipbuilding.

## Schepen
- USS Wasp (LHD-1)
- USS Essex (LHD-2)
- USS Kearsarge (LHD-3)
- USS Boxer (LHD-4)
- USS Bataan (LHD-5)
- USS Bonhomme Richard (LHD-6)
- USS Iwo Jima (LHD-8)
- USS Makin Island (LHD-8)